# Jaime Milans del Bosch
Jaime Milans del Bosch y Ussía (Madrid, 9 de junio de 1915-Madrid, 26 de julio de 1997) fue un militar español, teniente general del Ejército de Tierra y capitán general de la III Región Militar.
Proveniente de una familia catalana de origen noble y tradición militar, cuya casa solariega se encuentra en Sant Vicenç de Montalt (Barcelona). Participó en el asedio del alcázar de Toledo y la guerra civil española como parte del bando sublevado. Posteriormente, una vez finalizada la contienda, fue combatiente voluntario de la División Azul y participó en la Segunda Guerra Mundial en el bando nazi con rango de capitán. También desarrolló una breve carrera como piloto de rally durante las décadas de 1950 y 1960, en la que llegó incluso a ganar el campeonato de España de la especialidad en 1958.
En el golpe de Estado del 23-F de 1981, fue el único de los capitanes generales que se sumó sin reservas y realizó acciones ofensivas de importancia. El 23 de febrero de 1981, poco después de la ocupación del Congreso de los Diputados por el teniente coronel de la Guardia Civil, Antonio Tejero Molina, sacó los tanques a las calles de Valencia y ordenó redactar un bando por el que decretaba el estado de excepción. Los carros de combate circularon por las principales arterias de la ciudad, como las Grandes Vías, y se mantuvieron apuntando a edificios como el Ayuntamiento, la Delegación del Gobierno, el Gobierno Militar y la Jefatura Superior de Policía. Tras el mensaje televisado del rey Juan Carlos I, después de varias horas de mutismo, los militares que aún no se habían pronunciado, decidieron quedarse del lado de la legalidad. A pesar de la falta de apoyos, Milans del Bosch se negó a deponer las armas, las cuales no entregó hasta las cinco de la mañana del día 24 de febrero. El 8 de marzo de 1981, fue procesado y juzgado por un tribunal militar. El 3 de junio de 1982, fue expulsado del Ejército y condenado a 30 años. Nunca manifestó arrepentimiento por su implicación en el golpe.

## Biografía

### Carrera militar
Jaime Milans del Bosch pertenecía a una familia de tradición militar (su abuelo, Joaquín Milans del Bosch, que llegó a recibir la cruz del Mérito Militar con distintivo rojo de manos del rey Alfonso XIII, destacó por su actividad contra entidades obreras y catalanistas como gobernador civil y capitán general de Barcelona durante la dictadura de Primo de Rivera; su padre Jaime Milans del Bosch y Núñez del Pino también era militar). En 1934 ingresó en la Academia de Infantería de Toledo, donde le sorprendió la Guerra Civil. Como benjamín, combatió en el alcázar de Toledo, donde fue herido durante un bombardeo republicano. Poco después, se integró en la VII Bandera de la Legión, donde combatió con el rango de oficial hasta el fin de la contienda. En 1941 se unió a la División Azul y combatió contra la Unión Soviética, en el marco de la Segunda Guerra Mundial. Se incorporó el 1 de julio de 1941, procedente de la Academia de Zaragoza, y tomó el 1 de agosto el Mando de la 9.ª Compañía, del III Batallón, del Regimiento 262.  El 21 de junio de 1942, fue herido, pero rechazó ser evacuado. El 1 de agosto de 1942 se le concedió la Cruz de Hierro de segunda clase.  El de 13 de agosto de 1942, cruzó la frontera con el 5.º Batallón de Relevo. Posteriormente estuvo destinado como agregado militar y representante del Ejército del Aire en las embajadas de España en Argentina, Uruguay, Chile y Paraguay pero cesó  en su puesto a finales de 1965. En 1966, asciende a coronel y lo destinan al mando del Regimiento de Infantería Mecanizada "Asturias" n.º 31 Fue ascendido a general de brigada en 1971, nombrado jefe de la Brigada de Infantería Mecanizada n.º XI. de la División Acorazada Brunete y, en 1974, general de división, cargo con el cual dirigió la División "Brunete" durante tres años. En 1977 ascendió a teniente general y le fue concedido el mando de la III Región Militar, con sede en Valencia. En Valencia, mantuvo una relación meramente institucional con los políticos locales.

### Golpe de Estado de 1981
Milans del Bosch fue el único de los capitanes generales de España que se sumó al golpe sin reservas y realizó acciones ofensivas de importancia. El 23 de febrero de 1981, poco después de la ocupación del Congreso de los Diputados por Antonio Tejero, sacó los carros de combate a las calles de Valencia y ordenó redactar un bando por el que decretaba, fuera de toda legalidad, el estado de excepción en la Región Militar bajo su mando.
Los carros de combate circularon por las principales arterias de la ciudad, como las Grandes Vías, y se mantuvieron apuntando sus armas a edificios clave como el Ayuntamiento, la Delegación del Gobierno, el Gobierno Militar y la Jefatura Superior de Policía. Sin embargo, fracasó en su empeño de que el resto del ejército se uniera al golpe de Estado. Tras el mensaje televisado del rey Juan Carlos I, los militares que aún no se habían pronunciado decidieron quedarse del lado de la legalidad. A pesar de las clarísimas órdenes contenidas en el citado mensaje del rey, Milans del Bosch se negó a deponer las armas, y no las entregó hasta las 5 de la mañana del día 24.

### Procesamiento y expulsión del ejército
El 8 de marzo de 1981, fue procesado y juzgado por un tribunal militar por el delito de rebelión militar. El 3 de junio de 1982 fue condenado a 30 años de prisión y, en consecuencia, expulsado del ejército. Estuvo también implicado, a pesar de estar preso, en la conspiración golpista del 27 de octubre de 1982. Consta que se entrevistó con el coronel Muñoz Gutiérrez, uno de los tres implicados estando en la prisión de Fuencarral.
En 1987, el Consejo Supremo de Justicia Militar redujo su condena a veintiséis años, ocho meses y un día. En marzo de 1988, solicitó al Tribunal Supremo que se le reintegrase su condición de militar, en virtud de la nueva redacción del Código de Justicia Militar, pero esa petición le fue denegada. En 1991, el juez militar de vigilancia ordenó su puesta en libertad condicional por aplicación del artículo 60 del Reglamento Penitenciario ordinario, al haber cumplido setenta y cinco años. El 1 de julio de 1991, fue puesto en libertad, tras nueve años y ciento veintisiete días en prisión. Tras eso, volvió a instalarse en su Madrid natal, donde murió de un tumor en 1997. Sus restos fueron sepultados en el alcázar de Toledo, de acuerdo con sus deseos.

### Condecoraciones
- 1939: Medalla Militar Individual.[13]
- 1971: Gran Cruz de la Real y Militar Orden de San Hermenegildo.[14]
- 1974: Gran Cruz de la Orden del Mérito Militar con distintivo blanco.[15]
- 1975: Gran cruz de la Orden del Mérito Naval  con distintivo blanco.[16]

## Actores que han interpretado el personaje
- En la miniserie de TVE sobre el intento de golpe de Estado de 1981, 23-F: El día más difícil del rey, su papel fue interpretado por el actor Pepe Sancho.
- En la película 23-F: la película, dirigida por Chema de la Peña, fue interpretado por Lluís Marco.